# Енергетика в Бутані
Енергетика в Бутані — сукупність галузей господарства Бутану, які вивчають і використовують енергетичні ресурси з метою вироблення, перетворення, передачі і розподілу енергії.

## Характеристика
Бутан не має природних запасів нафти або природного газу. Загальні запаси вугілля становлять має близько 1,3 млн тонн, з яких щорічно видобувається близько 1 тис. тонн., втім його не експортують, застосовують для внутрішнього вжитку. Бутан також імпортує нафту приблизно в 1 000 барелів на день.
Основні принципи стійкої енергетики прописані в Конституції Бутану. За законодавством, мінімум 60 % всієї території країни має бути покрито лісами. На 2017 рік 60 % домогосподарств забезпечувалися електрикою (в 2003 році — 20 %), інші використовують деревину, зріджений нафтовий газ і гас. Втім кількість транспорту, який їздить на нафтопродуктах, було зведено до мінімуму.
До 2002 року енергетичний сектор Бутану перебував під наглядом Департаменту енергетики Міністерства торгівлі та промисловості. У 2002 році в рамках реформи у виконавчій компанії «Lhengye Zhungtshog» було створено три нові структури при Міністерстві економіки: Департамент енергетики, дочірнє підприємство «Bhutan Electricity Authority» та «Bhutan Power Corporation». Департамент енергетики формулює політику, планування та координацію, є основним регуляторним органом енергетичного сектору. З 2006 року Департамент енергетики отримав повноваження застосовувати різні тарифи для споживачів низької, середньої та високої напруги. На грудень 2009 року «Bhutan Power Corporation» налічувала 91 770 клієнтів по всій країні, з яких 47 846 були сільськими споживачами. Вона планувала та будувала гідроелектростанції за схемою ліцензування. 2008 року утворено холдингову компанію «Druk Green Power Corporation», якій підпорядковано основі ГЕС країни. Напруга в електромережі Бутану складає 230В, частота - 50 Гц.

### Гідроенергетика
Основу енергетичної промисловості становить гідроенергетика. Для виробництва електроенергії Бутан активно використовує річки. В першу чергу, освоюється потенціал річок Ванг і Пуна-Цанг, приток Брахмапутри. Спочатку будувалися невеличкі гідроелектростанції. Перша така електростанція зведена 1967 року в Тімпху, що працювала до 1988 року. До 1970-х років Бутан побудував багато інших невеликих гідроелектростанцій. До 2008 року в Бутані було зведено 24 мініелектростанції, що загалом виробляли близько 4 МВт енергії. Найбільші з них були в Трашігангу і в Бумтангу. Розвиток малих гідроелектростанцій триває. На 2016 рік їх загальна потужність склала 32,1 Мвт при потенціалі у 93 Мвт.
В співпраці з Індією відбулося будівництво великих гідроелектростанцій. Початок експортної гідроенергетики Бутану було покладено ГЕС Чукха потужністю 336 МВт. ГЕС почали будувати в 1974 році і закінчили в 1998 році. Це будівництво повністю фінансувалося Індією — на 60 % за рахунок гранту і на 40 % за рахунок кредиту (ця схема застосовувалася і при будівництві наступних ГЕС). Натомість Індія купує електроенергію ГЕС за досить низькими цінами. За конструкцією, це дериваційна станція з 40-метровою греблею і тунелем довжиною 6,5 км, що створюють більш ніж 300-метровий напір. Експорт електроенергії ГЕС відразу став одним з основних джерел доходу Бутану.
Наступною сходинкою в каскаді на річці Ванг стала ГЕС Тала потужністю 1020 МВт і середньорічним виробленням 4,865 млрд кВт.ч. Угоду про її будівництво було підписано в 1996 році, будівельні роботи почалися в 1998 році, а в експлуатацію ГЕС була здана в 2007 році. Конструктивно, це досить вражаюча за своїми параметрами гребле-дериваційна ГЕС, що включає в себе гравітаційну бетонну греблю висотою 92 м, відстійник, дериваційний тунель завдовжки 22,2 км і діаметром 6,8 м, підземну будівлю ГЕС, в якій встановлено 6 гідроагрегатів по 170 МВт, що працюють на напорі 860 м. Енергія в Індію видається за трьома лініями напругою 440 кВ. Із завершенням будівництва цієї станції доходи від експорту електроенергії стали головною статей в доходах Бутану від зовнішньої торгівлі, а потреби самого Бутану забезпечується електроенергією від ГЕС на 97 %.
В західному Бутані на річці Пуна-Цанг розпочато будівництво двох великих ГЕС — Пунацангчху-I і Пунацангчху-II, потужністю 1200 МВт і 1020 МВт відповідно. Будівництво першої почалося в листопаді 2008 року і має бути завершено в листопаді 2018 року, другої — почалося в 2009 році і закінчилося в 2017 році. Обидві станції дериваційні, з протяжними тунелями. Ще одна ГЕС — Мангдечху — потужністю 720 МВт з 2014 до 2017 року будувалася на річці Мангде в східному Бутані. Фінансує всі ці будівництва за традицією Індія, за допомогою грантів і кредитів.
На сьогодні 75 % виробленої ГЕС електроенергії експортується до Індії. В 2020 році планується мати 10000 МВт-орієнтованих на експорт ГЕС. А це означає, що потужність ГЕС країни, включаючи і діючі, і споруджувані станції повинна збільшитися більш ніж у два рази. Існує низка проєктів нових ГЕС, зокрема, на річці Санкош планується побудувати гідроелектростанцію потужністю 4000 МВт з греблею заввишки 265 м.

### Поновлювані джерела енергії в Бутані
Відповідно до статистичного звіту, випущеного IRENA в 2017 році, загальна встановлена потужність об'єктів відновлюваної енергетики в Бутані склала 1486 МВт в 2007—2010 роках і 1612 МВт в 2016 році.
Енергія отримана з поновлюючих джерел використовується в середині країни. Вигідне розташування сприяє виробленню сонячної енергії. У 2010 році Азійський банк розвитку надав грант у розмірі понад 21 мільйон доларів США на електрифікацію сільських будинків. Компанія "Bhutan Power Corporation"провело навчання мешканців сільських районів дзонгхагів Бумтангу, Вангді-Пходрангу, Лхунце. Монгару, Пемагацелу, Самдруп-Джонгхару і Сарпангу з обладнання сонячними панелями.
У 2010 році встановлено вітрові турбіни в дзонгхагу Вангді-Пходранг в якості експерименту щодо можливостей й перспектив використання вітрової електроенергії (з забезпечення населення і можливим експортом).
У 2011—2015 роках діяла державна програма з вироблення біогазу з коров'ячого гною. Втім натепер її продовження стикається з проблемами у навчанні кочівників та сільських мешканців.